# Горно (Ломбардія)
Го́рно, Ґорно (італ. Gorno) — муніципалітет в Італії, у регіоні Ломбардія, провінція Бергамо.
Горно розташоване на відстані близько 490 км на північний захід від Рима, 70 км на північний схід від Мілана, 23 км на північний схід від Бергамо.
Населення — 1624 особи (2014).
Щорічний фестиваль відбувається 11 листопада. Покровитель — святий Мартин.

## Демографія
Населення за роками:

Станом на 1 січня 2023 року в муніципалітеті офіційно проживали 73 іноземці з 18 країн, серед них 13 громадян країн Євросоюзу та 2 громадяни України.

## Сусідні муніципалітети
- Казніго
- Кольцате
- Онета
- Понте-Носса
- Премоло

## Міста-побратими
- Kalgoorlie-Boulder[en], Австралія (2003)